# Холм (Московская область)
Холм — деревня в сельском поселении Клементьевское Можайского района Московской области. До реформы 2006 года относилась к Клементьевскому сельскому округу. Численность постоянного населения по Всероссийской переписи 2010 года — 92 человека.
Деревня расположена на северо-востоке района, примерно в 17 км к северо-западу от Можайска, у истоков малой речки Изосенка (бассейн реки Пожня), высота над уровнем моря 196 м. Ближайшие населённые пункты — Сельцы на востоке и Шебаршино на юго-востоке. В деревне сохранился деревянный храм в честь благоверного князя Александра Невского (1895 год), построенный силами известного можайского купца Сергея Ивановича Гудкова. В 1958 году храм был закрыт и перестроен под клуб. В середине 2000-х начато восстановление храма, регулярно совершаются богослужения..